# Bock
Bock eller bockbier er en undergæret stærk lagerøl, der har sin oprindelse i den nordtyske by Einbeck. Bock forbindes dog mest med Bayern, da det er den bayriske udgave af øltypen, der som oftest refereres til.
Betegnelsen bock stammer fra det gamle bayerske navn 'Ainpöck' for byen Einbeck, som senere blev 'Oanpock' til 'Poeck' og til sidst 'Bock'.
I Tyskland betegnes bockbier som starkbier, svarende til en alkoholprocent på 6%.
Bockbier brygges året rundt, men der findes sæsonudgaverne weihnachtsbock (julebock) og den lyse og mere humlede maibock – også kaldet helles bock.

## Varianter

### Doppelbock
Doppelbock er en specialitet fra Bayern, der blev brygget første gang 27. marts 1587 af munkene fra Paulanerordenen.
Double Bock er en stærk aromatisk lager, produceret i Estland. Den har en alkoholprocent på 8.

## Mærker
Kendte mærker indenfor bock:
- Bock Bock
- HP Bock
- Fur Bock
- Einbecker Winterbock
- Kozlak